# Национальное телевидение Талышистана
«Национальное телевидение Талышистана» (тал. Толышстони Миллијә Виндәсәдо) — талышский телеканал. Телеканал выходит на видеохостинге YouTube. По словам Фахраддина Абосзоды вещает из Еревана.
29 ноября 2014 года состоялся презентационный выпуск. Главный ведущий телеканала — талышский поэт Забиль Мадож (Магеррамзода).
На телеканале также запущен проект на языке татов — «Таты — наши братья».